# Верхушин Валерій Васильович
Валерій Васильович Верхушин (рос. Валерий Васильевич Верхушин; нар. 10 березня 1960 -  6 січня 201 7 ) — радянський і македонський борець вільного стилю, учасник олімпійських ігор, бронзовий призер чемпіонату Європи 1996 року у складі збірної Македонії, срібний призер кубку світу 1990 року у складі збірної СРСР.

## Життєпис
Тренувався у заслуженого тренера СРСР і Киргизької Республіки Олександра Ремезова.
Після закінчення активних виступів на борцівському килимі, працював тренером в Орєхово-Зуєво. Був особистим тренером чемпіона Європи та світу, дворазового призера Олімпійських ігор Георгія Гогшелідзе та п'ятиразової чемпіонки Європи, чотириразової призерки чемпіонатів світу Наталії Гольц.

## Спортивні результати на міжнародних змаганнях

### Виступи на Олімпіадах
| Змагання                    | Збірна    | Вагова категорія          | Місце |
| --------------------------- | --------- | ------------------------- | ----- |
| Літні Олімпійські ігри 1996 | Македонія | вільна боротьба, до 74 кг | 10    |

### Виступи на Чемпіонатах світу
| Змагання                        | Збірна             | Вагова категорія          | Місце |
| ------------------------------- | ------------------ | ------------------------- | ----- |
| Чемпіонат світу з боротьби 1997 | Північна Македонія | вільна боротьба, до 76 кг | 21    |

### Виступи на Чемпіонатах Європи
| Змагання                         | Збірна             | Вагова категорія          | Місце  |
| -------------------------------- | ------------------ | ------------------------- | ------ |
| Чемпіонат Європи з боротьби 1996 | Північна Македонія | вільна боротьба, до 74 кг | Бронза |
| Чемпіонат Європи з боротьби 1997 | Північна Македонія | вільна боротьба, до 76 кг | 9      |

### Виступи на Кубках світу
| Змагання                    | Збірна | Вагова категорія          | Місце  |
| --------------------------- | ------ | ------------------------- | ------ |
| Кубок світу з боротьби 1990 | СРСР   | вільна боротьба, до 68 кг | Срібло |